# プファルツ＝ノイマルクト家

プファルツ＝ノイマルクト
Pfalz-Neumarkt

プファルツ＝ノイマルクト家（Pfalz-Neumarkt）は、プファルツ（ライン宮中伯）系ヴィッテルスバッハ家の分家の1つ。ノイマルクト・イン・デア・オーバープファルツ（現バイエルン州オーバープファルツ行政管区の都市）に拠点を置いた。

## 概要

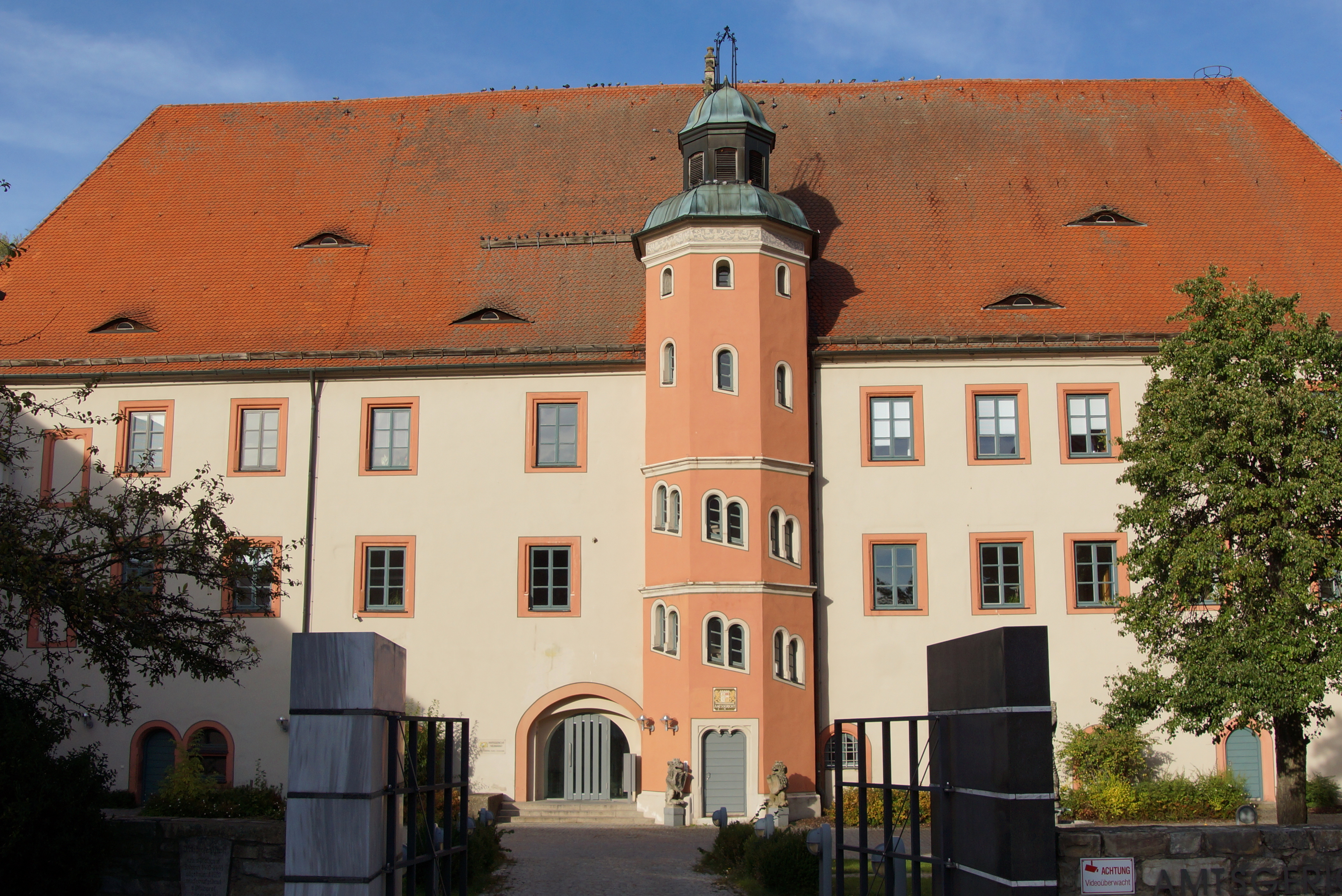
ノイマルクト城

1410年のローマ王兼プファルツ選帝侯ループレヒトの死後、プファルツ系ヴィッテルスバッハ家は4人の息子達の家系に分かれた。ハイデルベルクに拠点を置く次男の選帝侯ルートヴィヒ3世の家系、三男ヨハンに始まるプファルツ＝ノイマルクト家、四男シュテファンに始まるプファルツ＝ジンメルン家、五男オットー1世に始まるプファルツ＝モスバッハ家である。
プファルツ＝ノイマルクト家の初代、プファルツ＝ノイマルクト公ヨハンはカタリーナ・フォン・ポンメルンとの結婚でクリストフ（クリストファ）（1416年 - 1448年）を儲けた。母がエーリク・ア・ポンメルンの妹であった縁により、クリストファはカルマル同盟下のデンマーク、ノルウェー、スウェーデンの君主となった。
1448年にクリストフが嗣子を残さずに早世した為、プファルツ＝ノイマルクト家は2代で断絶した。北欧3国では新たにオルデンブルク朝が王位を継承した。父ヨハン以来の遺領はクリストフの叔父であるプファルツ＝モスバッハ公オットー1世が継承し、プファルツ＝モスバッハ＝ノイマルクトと呼ばれる領邦が成立したが、プファルツ＝モスバッハ家もオットー1世の息子オットー2世で断絶し、宗家の選帝侯フィリップが獲得した。

## プファルツ＝ノイマルクト公
- ヨハン（1410年 - 1443年）
- クリストフ（1443年 - 1448年）
- ヴォルフガング（1524年 - 1558年） - ノイマルクト宮中伯、プファルツ選帝侯フィリップの子